# Futebol nos Jogos Olímpicos de Verão de 1908
Durante os Jogos Olímpicos de Verão de 1908 foi realizado oficialmente pela primeira vez o torneio de futebol em Jogos Olímpicos, entre 19 e 24 de outubro. O futebol havia estado presente nas duas edições anteriores, mas apenas como esporte de demonstração. A federação inglesa da modalidade, The Football Association, foi quem organizou o evento.

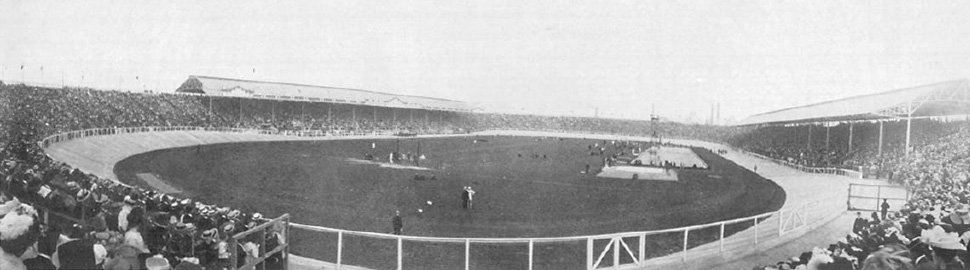
Estádio Olímpico de White City

Oito equipes se inscreveram na competição, sendo duas delas da França, a Suécia, os Países Baixos, a Dinamarca, a Grã-Bretanha, a Hungria e a Boêmia (os dois últimos desistiram antes do início do torneio). A Grã-Bretanha conquistou a primeira de duas medalhas de ouro consecutivas em Olimpíadas. O dinamarquês Sophus Nielsen marcou 10 gols na goleada da Dinamarca sobre a França por 17 a 1, recorde em torneios olímpicos.

## Medalhistas

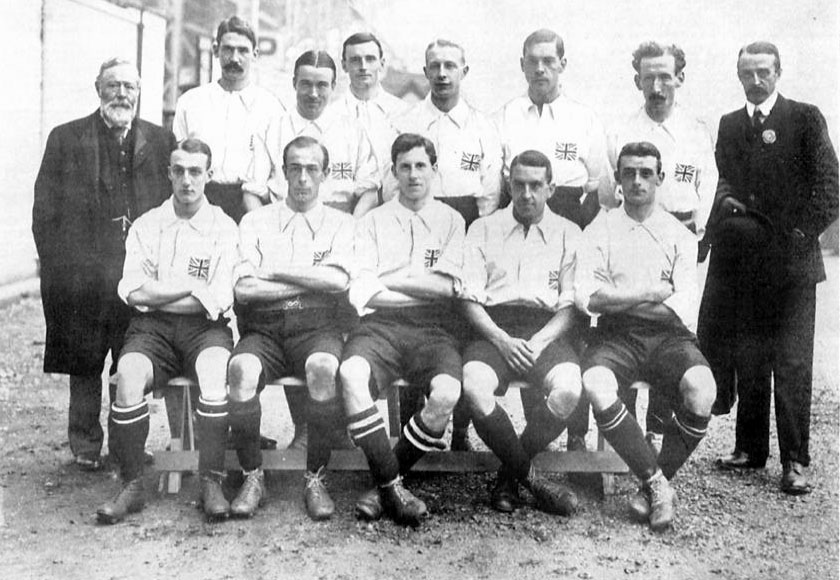
Equipe britânica campeã do torneio olímpico de futebol de 1908

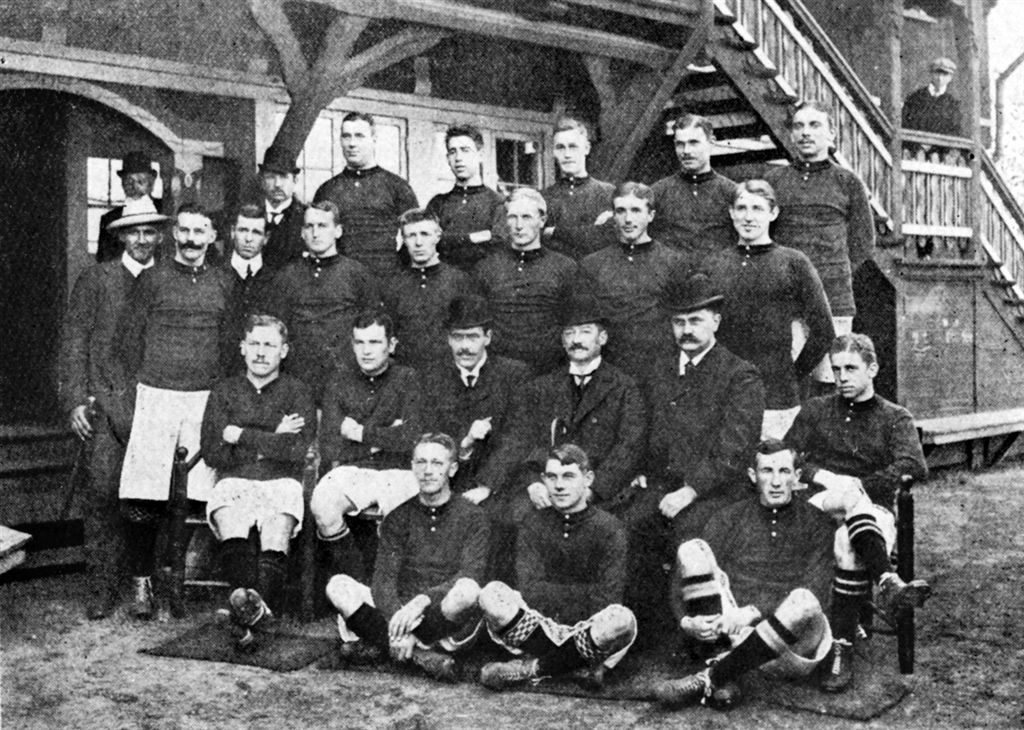
A Dinamarca ganhou a medalha de prata.

|  | GBR Grã-Bretanha |  | DEN Dinamarca |  | NED Países Baixos |
|  | Horace Bailey Arthur Berry Frederick Chapman Walter Corbett Harold Hardman Robert Hawkes Kenneth Hunt Clyde Purnell Herbert Smith Henry Stapley Vivian Woodward |  | Peter Marius Andersen Harald Bohr Charles Buchwald Ludvig Drescher Johannes Gandil Harald Hansen August Lindgren Kristian Middelboe Nils Middelboe Sophus Nielsen Oskar Nørland Bjørn Rasmussen Vilhelm Wolfhagen |  | Reinier Beeuwkes Frans de Bruijn Kops Karel Heijting Jan Kok Bok de Korver Emil Mundt Louis Otten Jops Reeman Edu Snethlage Ed Sol Jan Thomée Caius Welcker |

## Resultados

### Primeira fase
Os Países Baixos (que deveriam enfrentar a Hungria) e França A (que enfrentaria a Boêmia) venceram suas partidas por W.O. e avançaram diretamente as semifinais.
| 19 de outubro de 1908 15:00 | França B | 0 – 9     | Dinamarca                                                                             | Estádio White City, Londres             |
|                             |          | Relatório | N. Middelboe 10', 50' · Wolfhagen 15', 17', 67', 72' · Bohr 25', 46' · S. Nielsen 78' | Público: 2,000 Árbitro: GBR Thomas Kyle |

| 20 de outubro de 1908 15:00 | Grã-Bretanha                                                                                       | 12 – 1    | Suécia        | Estádio White City, Londres               |
|                             | Stapley 15', ?' · Woodward ?', ?' · Berry ?' · Chapman ?' · Purnell ?', ?', ?', ?' · Hawkes ?', ?' | Relatório | Bergström 65' | Público: 2,000 Árbitro: GBR John Ibbotson |

### Semifinal
| 22 de outubro de 1908 13:00 | França A      | 1 – 17    | Dinamarca | Estádio White City, Londres                 |
|                             | Sartorius 16' | Relatório | S. Nielsen 3' , 4' , 6', 39', 46', 48', 52', 64', 66', 76' · Lindgreen 18', 37' · Wolfhagen 60', 72', 82', 89' · N. Middelboe 68' | Público: 1,000 Árbitro: GBR Thomas Campbell |

| 22 de outubro de 1908 15:00 | Grã-Bretanha               | 4 – 0     | Países Baixos | Estádio White City, Londres               |
|                             | Stapley 37', 60', 64', 75' | Relatório |               | Público: 6,000 Árbitro: GBR John Howcroft |

### Disputa pelo bronze
A equipe francesa abandonou a competição após a derrota de 17-1 sofrida para a Dinamarca e não participou da disputa pela medalha de bronze. A Suécia substituiu os franceses contra os Países Baixos.
| 23 de outubro de 1908 15:00 | Países Baixos             | 2 – 0     | Suécia | Estádio White City, Londres              |
|                             | Reeman 6' · Snethlage 58' | Relatório |        | Público: 1,000 Árbitro: GBR John Pearson |

### Final

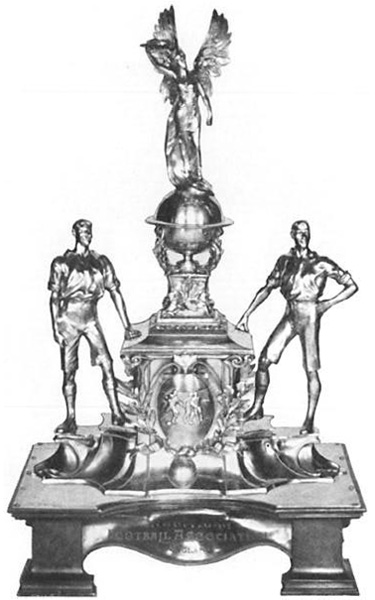
Troféu concedido ao campeão do futebol olímpico em 1908

| 24 de outubro de 1908 12:00 | Grã-Bretanha               | 2 – 0     | Dinamarca | Estádio White City, Londres            |
|                             | Chapman 20' · Woodward 46' | Relatório |           | Público: 8,000 Árbitro: GBR John Lewis |